# Abovce
Abovce (maďarsky Abafalva) jsou obec na Slovensku v okrese Rimavská Sobota, v Banskobystrickém kraji. Nachází se v těsné blízkosti maďarských hranic. Žije zde 643 obyvatel.
Při sčítání lidu v roce 2011 žilo v Abovcích 66 % obyvatel maďarské národnosti.

## Poloha
Obec Abovce leží v jižní části Rimavské kotliny v údolí řeky Slaná, poblíž hranic s Maďarskem. Krajina v okolí je rovinatá, bez znatelných vyvýšenin, sestávající zejména z hospodářsky obdělávatelné půdy, či hájků, kterými tečou menší přítoky Slané. Prochází tudy cesta 2. třídy II/571, začínající ve Fiľakově a končící kousek za obcí, poblíž obce Kráľ na křižovatce se silnicí I/67. Obcí prochází železniční trať č.160 (Zvolen-Košice), na které je vybudována zastávka Abovce, funguje zde též autobusová doprava (spoje odjíždí do Tornaľy, Rimavské Soboty, nebo Číže.
Sousedními obcemi Abovců jsou Lenartovce, Kráľ, Chanava ze slovenské strany a Bánréve a Serényfalva z maďarské strany.

## Historie
Poprvé se Abovce zmiňují v listině z roku 1339, pod názvem Abafalva. V roce 1379 Abovce patřily do Boršodské župy jako vlastnictví rodiny Abafiových, avšak již v roce 1465 se obec vzpomíná jako součást regionu známého jako Gemer. V 15. a 16. století byly Abovce několikrát zpustošeny a poté jeho obyvatele potkalo mnoho epidemií. V letech 1938 – 1945 byla obec připojena k Maďarsku v rámci První vídeňské arbitráže.
V současnosti je v obci kulturní dům, smuteční síň a hřbitov, základní škola, školka, espresso bar a čerpací stanice.

## Památky
- Zámeček rodiny Abafiových, jednopodlažní klasicistní stavba s barokními prvky na půdorysu obdélníku z let 1800 - 1810. Místnosti zámečku jsou zaklenuty valenými, korýtkovými a klášterními klenbami.[5] Fasádě členěné pilastry dominuje tříosý rizalit ukončený atikou. Nad okny se šambránami se nacházejí dekorativní kazety.
- Kurie Fodorovců, jednopodlažní stavba na půdorysu obdélníku. Fasády jsou členěny pilastry. V nedávné době prošla necitlivou úpravou fasády, díky níž ztratila památkové hodnoty. V současnosti zde sídlí obecní úřad.
- Římskokatolický kostel Nanebevzetí Panny Marie, jednolodní neogotická stavba s polygonálním ukončením presbytáře a představanou věží z roku 1907. Původní kostel se zmiňuje v roce 1745, postaven však byl v pozdním středověku. Fasády jsou členěny opěrnými pilíři a okny s lomeným obloukem. Věž má v horní části nárožní zkosení, ukončena je trojúhelníkovými štíty a jehlancovou helmicí.[6]

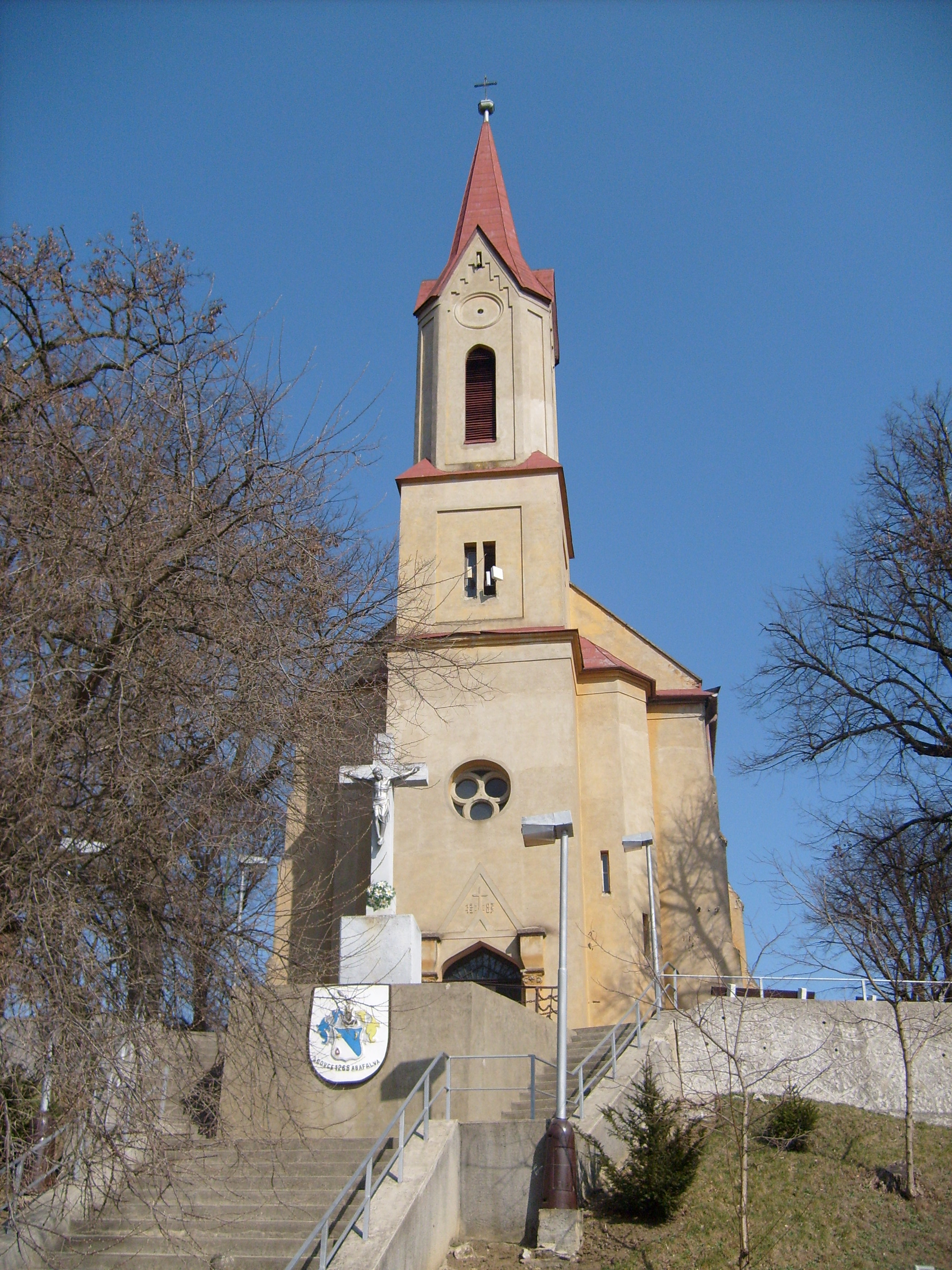
Kostel zepředu
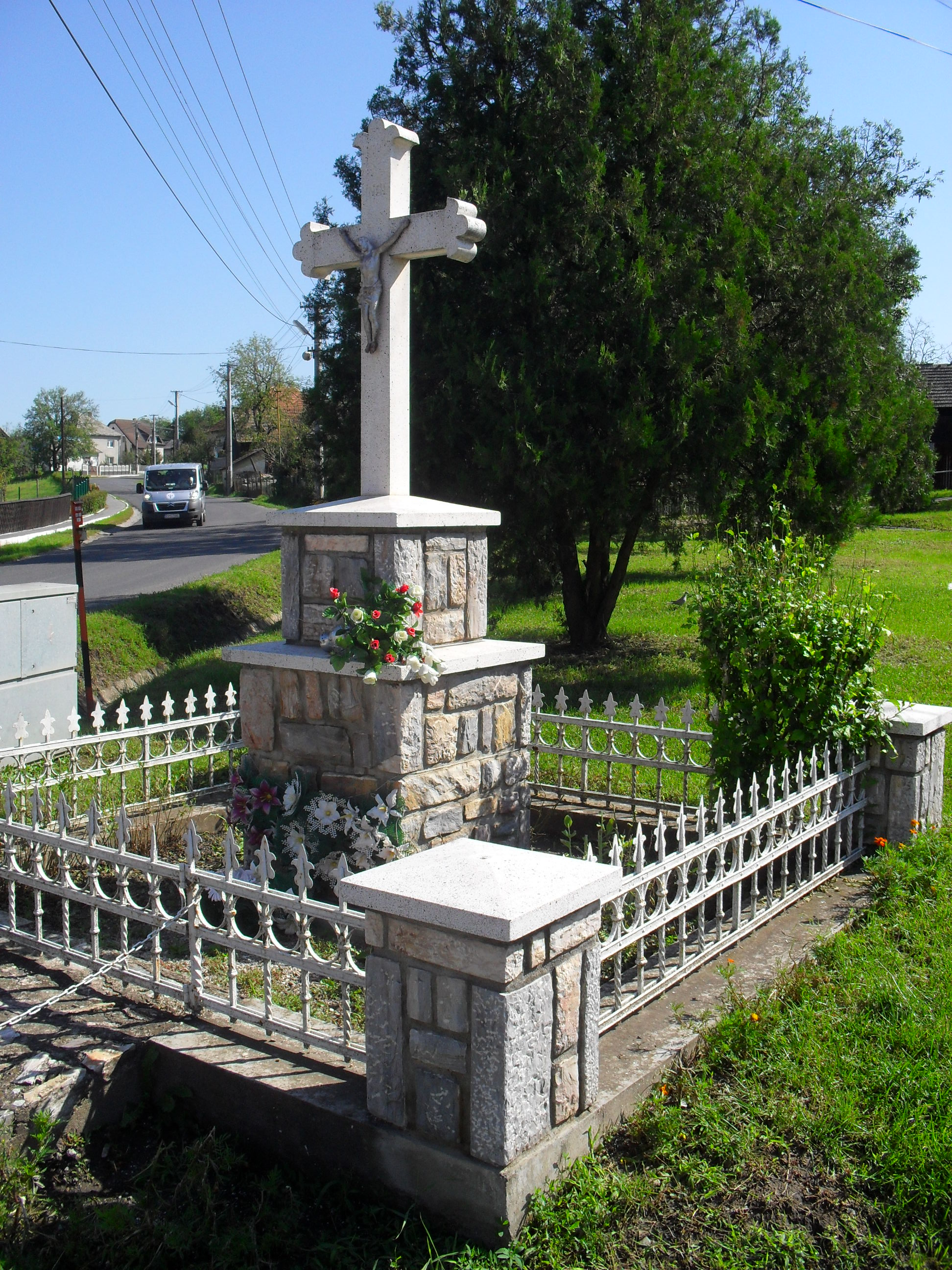
Kříž
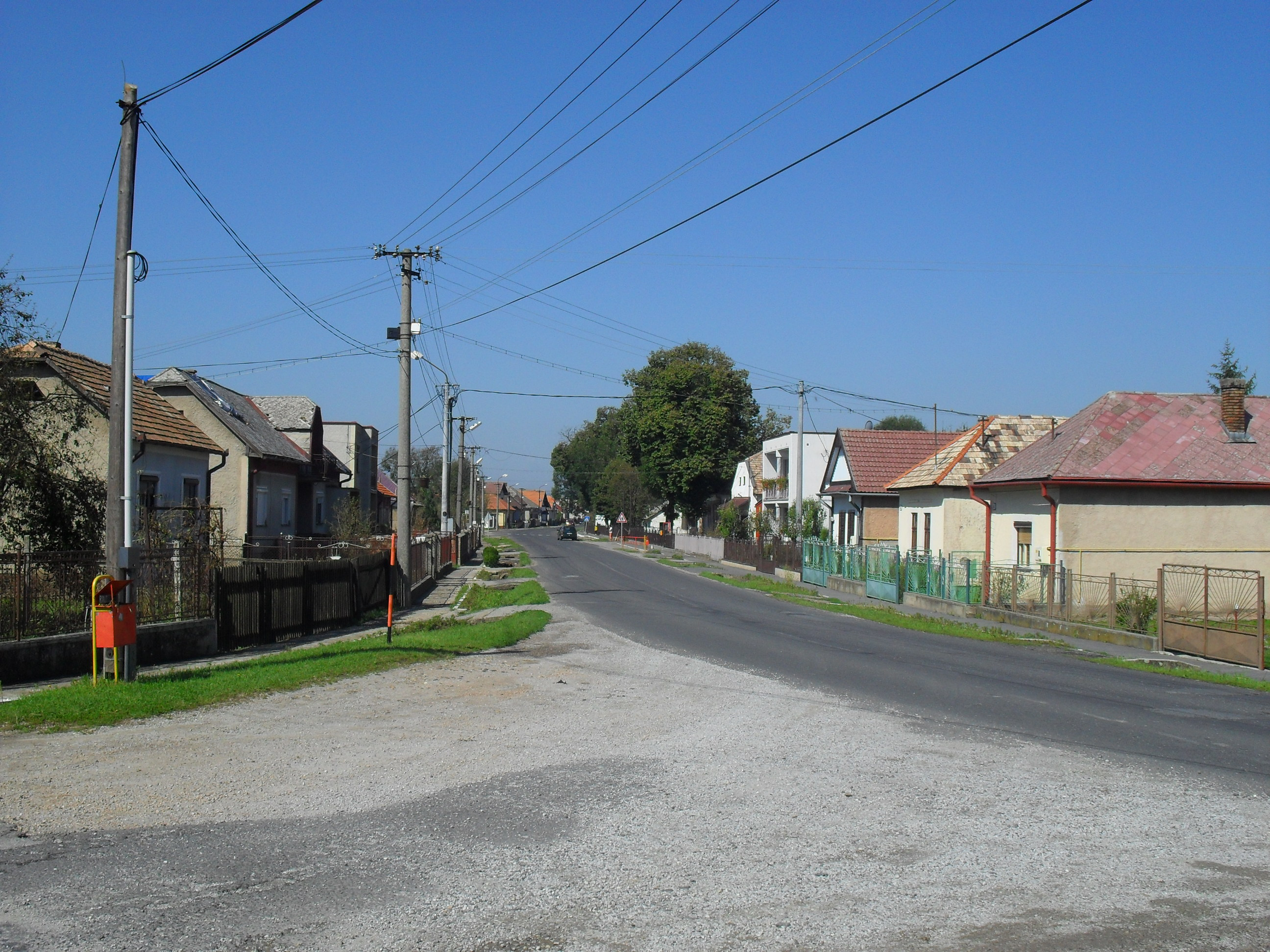
Hlavní ulice